# Pierre Mornand
Pierre Henri Mornand, dit Pierre Mornand, né le 4 août 1884 à Versailles et mort le 21 octobre 1972 à Chantilly, est un écrivain français, conservateur à la Bibliothèque nationale de France, historien et romancier, bibliophile et critique d'art. Rédacteur en chef de la revue Le Bibliophile. Il est le petit-fils de l'écrivain Félix Mornand.
Son poste au service des grandes possessions bibliographiques de l'État lui valut, en en exposant au public, d'écrire et publier, diriger des revues, au sujet du livre et de son illustration ; de là, sur leurs praticiens Les Artistes du Livre, ce qui le conduisit à l'étude et la communication (articles de presse et recueils) des manifestations picturales parisiennes de son époque.

## Parenté
Pierre Mornand a épousé, le 28 décembre 1908 à Paris 16e, Germaine Poidatz,. Il est le beau-père du peintre Jean-Denis Maillart, grand-père de Frédérique Maillart, sculpteur et de Pascale Sillard.
Le père de Pierre Mornand, Henri Eugène Mornand, 1852-1921, journaliste parisien, critique littéraire, collaborait entre autres à La Plume, La Nouvelle Revue... Membre de la Société Huysmans, il était aussi président d'honneur avec Lucien Descaves de la Société des Amis de La Mennais en 1923. Henri Mornand a été toute sa vie active rédacteur au ministère de l'Instruction publique. Or se trouvait dans le même bureau que lui le fidèle ami et correspondant d'Arthur Rimbaud, son biographe Ernest Delahaye, fonctionnaire également dans ce ministère. Ce dernier le cite parmi les écrivains de l'époque dans sa préface au livre Valentines et autres Vers de Germain Nouveau. Delahaye raconte aussi dans ses Souvenirs de Verlaine le rôle d'Henri Mornand au décès du poète,.

## Biographie
Pierre Mornand a été à la fois un homme de lettres et un esthète du livre ; graphisme et technique du livre participèrent de sa passion. Après le lycée Condorcet, il fait ses études supérieures à l'Institut national des langues et civilisations orientales (1904–1907). Puis il commence sa carrière en 1908 au sein de la Bibliothèque nationale de France en tant qu'attaché au service du Dépôt légal puis bibliothécaire pendant vingt ans au Département des Imprimés. Il a été connu pour susciter, organiser et animer les expositions du livre à Paris, telle en 1923, L'Exposition du Livre français, Galerie Demotte 22 rue de Berri. Celles, chaque année, à la Bibliothèque nationale comme, en mai 1926, Le Livre italien. Du 20 février 1927 au 10 avril 1927, galerie Mazarine Le Style Louis XIV eut un grand retentissement. Son exposition des Journaux d'enfants (décembre 1932 - janvier 1933) a été décrit dans le Figaro. Au printemps 1929, le fameux premier Salon international du Livre, donna lieu de nombreux échos. Un article sur Pierre Mornand a paru à cette occasion dans le New York Daily News.
Il a fondé en 1931 Le Bibliophile,. Il en a été le rédacteur en chef et Jacques Danguin, le directeur ; le but de la revue était de renseigner l'amateur sur les qualités essentielles du livre d'art et d'instruire utilement les producteurs. La revue se termine en décembre 1933.

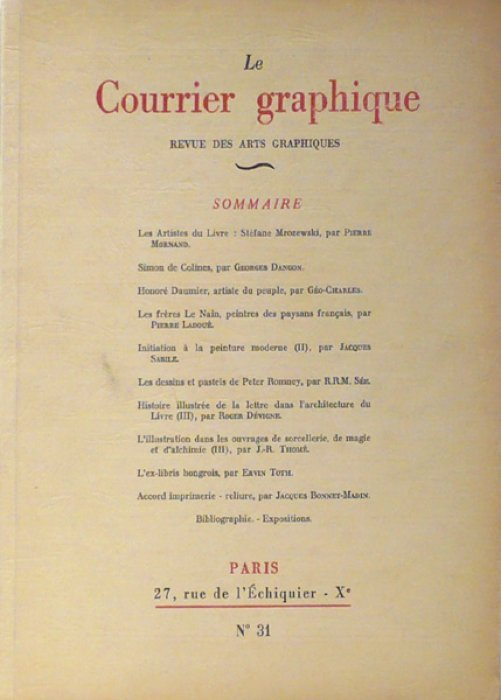
Couverture du n° 31 du Courrier graphique.

En qualité d'expert et comme conservateur-adjoint, Mornand a publié régulièrement des articles critiques sur les illustrateurs dans la revue Le Courrier graphique, dont il a été rédacteur en chef.

« Chaque mois Pierre Mornand présente un artiste nouveau et fait aussi l'étude de la physionomie de la page typographique depuis les débuts de l'imprimerie jusqu'à nos jours ; il me semble superflu d'insister sur sa compétence et la rareté de la source inépuisable qu'est pour lui la Bibliothèque nationale où il passe sa vie »

— L'Écho de Paris 17 juillet 1937.
De 1938 à 1950, Le Courrier graphique a publié six grands recueils intitulés Les Artistes du Livre, reprenant le titre de ses articles. Dans ces ouvrages d'étude in-4°, chaque artiste est présenté en une dizaine de pages, par un texte accompagné de nombreuses reproductions de ses réalisations sous forme de vignettes ou en hors texte, in fine, bibliographie complète des ouvrages.
Pierre Mornand a été rédacteur en chef des Cahiers de Marottes et Violons d'Ingres. Membre du Comité de la Société Barbey d'Aurevilly. Collaborant à de nombreux périodiques, ex : L'Européen, trente longs articles, vingt d'entre eux relevant du critique d'art, au cours de l'année 1935.
Il a été nommé conservateur adjoint honoraire en 1945. Ses premières publications apparurent en 1918, il avait 34 ans et a écrit jusqu'à la fin de sa vie (chroniques et articles), tout en se rendant plusieurs fois par semaine à des vernissages dans des galeries.

## Ouvrages

### Bibliophile
- Gunandros Paris. Livre de La belle Édition et de l'imprimerie François Bernouard, dessins de Janine Aghion 1921[29].
- Le Dernier Amour de Madame de Malborough, chanson illustrée de vingt aquarelles par Jacqueline Duché[30].
- Le Don d'Henri Gans catalogue imprimé et illustré, avant-propos de Pierre-René Roland-Marcel, Paris, Jules Meynal, 1927[31].
- [Quinze conférences] L'Art du Livre et l'Histoire de l'Imprimerie[32],[33].
- Articles et préfaces (1928) ABC, Magazine artistique et littéraire : Le Livre et l'Imprimerie, XVIe et XVIIe siècles jusqu'à l'époque de Louis XIV n° 41 - XVIIe et XVIIIe siècles, la Révolution n° 43 - Livres d'Art documentaires et Livres de luxe n° 45[34].
- Le Livre au XVIIe siècle dans la collection « Les Beaux Livres d'autrefois » Paris, éditeur Henry Babou, 1931[35].
- Articles et préfaces (1931-1933) : Le Bibliophile n° 2 Les Cent-une[36]. Art Vivant L'Histoire de l'Imprimerie et des Artistes du livre 1450-1850[37]. Formes L'Exposition Corot à la Bibliothèque Nationale - La Rencontre d'Ingres et de Renoir - La Théorie de la figure humaine de Rubens - L'Exposition de dessins italiens à l'Orangerie - Giovanni Battista Bracelli - Le Traité des proportions de Lomazzo[38].
- La belle Page au cours des Siècles, Société des Bibliolâtres de France, 1943[39].
- L'Art du livre et son Illustration du XVe au XXe siècle. Éd. Le Courrier graphique Paris, 1947[40].
- 11 Artistes du Livre avec 145 illustrations. Le Courrier graphique, 1938.
- 8 Artistes du Livre avec 84 illustrations. Le Courrier graphique, 1939.
- 6 Artistes du Livre avec 72 illustrations. 500 ex. numérotés. Le Courrier graphique.1940.
- Trente Artistes du Livre Livre hommage à 30 illustrateurs. 900 exemplaires numérotés. Paris Marval 1945.
- Vingt-deux Artistes du Livre, Le Courrier graphique, 1948[41].
- Vingt Artistes du Livre, introduction Raymond Cogniat, Le Courrier Graphique, 1950[42].
- Paris des Rêves, 1950[43].
- Paris vu par Izis Bidermanas Galerie La Boétie Paris. La Guilde du Livre, Lausanne, 1950.
- Articles et préfaces (1938-1957) : revue Le Portique : « Iconographie des fables de La Fontaine » - « Iconographie de Don Quichotte  » - «  Iconographie de Robinson Crusoé ». Le Courrier graphique : « Le Livre pendant la Guerre, Henry Barthélémy artisan du livre » - « François Salvat, architecte du livre, peintre et illustrateur »[44].

### Critique d'Art
- Articles et préfaces (1927-1937) : Le Gaulois artistique La Collection Moreau-Nelaton à la Bibliothèque nationale[45]. Le Courrier graphique : Bernadette Wirtz-Daviau, n° 3, 1937[46]. Barbey d'Aurevilly et l'Illustration Cahiers aurevilliens[47].
- Aux deux Pays avec 14 planches du graveur Zber, Chez l'artiste, rue Séguier Paris, 1939[48].
- Le Visage du Christ préface de François Mauriac. Ed. Pierre Tisné/Bibliothèque française des Arts 1938 Paris Impr. Dumoulin 1941.Traduit en allemand Das Antlitz Christi Amsterdam ; Leipzig : Pantheon Akademische Verlagsanstalt, 1941[49],[50].
- Articles et préfaces (1941) : L'Amateur d'Estampes Gustave Doré Lithographe et aquafortiste[51].
- Vieilles Pierres de Paris avec 20 lithographies de Gilberte A. Pommier Zaborowska Paris Éditions Monceau, 1945[52].
- Gustave Doré Paris Collection Le Courrier graphique, 1946[53].
- Articles et préfaces (1941) Seuls à deux Préface du recueil de poèmes de Michèle de Biran, illustré par Louis Touchagues Paris, Éditions du Mouflon, 1947[54].
- L'Apocalypse de Saint Jean Quatre volumes grand in-4° en feuilles, illustrés de gravures à la pointe sèche par Georges de Podégaïeff Paris, Impr. Robert Coulouma[55],[56]. Édité aux dépens de l'illustrateur 1947-1950.
- La Belle et la Bête publié par Mornand et Donon-Maigret. Bois originaux de Stefan Mrozewski.Paris Cercle Groslier, 1949[57].
- La Chanson des Gueux. Gueux de Paris de Jean Richepin Lithos originales de Théo van Elsen, Paris, Bibliamis (impr. de G. Girard), 1949[58].
- Aimé Montandon Paris Éditions Orféa, 1950[59].
- La sainte Nuit, poèmes recueillis et illustrés par Marina Romanoff-Galitzine. Édité par l'auteur (Six-Fours, Var), 1950[60].
- Maxime van de Woestyne Collection Rythme plastique, Paris Éditions Orféa, 1951[61].
- Articles et préfaces (1952 -1954) : Le Concours Médical Une Saison en Enfer d'Arthur Rimbaud, orné de sept eaux-fortes de Lucien Coutaud[62]. Arts, Rimbaud illustré par Coutaud[63]. Le Courrier graphique : Un grand artiste méconnu J.-J. Granville, L'homme et l'œuvre[64] - Charles-Germain de Saint-Aubin, précurseur de J.J. Granville[65].
- Grains d'amour, poèmes de Michèle de Biran illustrés par André-E. Marty, Mourlot Paris, (Fequet et Baudier), 1954[66].
- Émile Bernard et ses amis : Van Gogh, Gauguin, Toulouse-Lautrec, Cézanne, Odilon Redon, Pierre Cailler, 1957[67].
- Jean Couty (Ed. Galerie Katia Granoff) novembre 1959[68],[69].
- Articles et préfaces (1957 -1973) La France graphique : Émile Bernard à Pont-Aven et en Orient 1953[70]. La Guilde internationale de la Gravure : catalogue de l'exposition Émile Bernard à Pont-Aven et en Orient[71].Préface du roman Hero et Léandre d'Henry Pozzo di Borgo illustré par Gérard Economos, Ed. Paris, Guy Desforges, 1958 (P. Mornand en est l'éditeur scientifique)[72], Le Bouquiniste français et La nouvelle Revue Française,  Léon Tolstoï et Eugène Melchior de Voguë[73]. Le Bouquiniste français Rimbaud et son Peintre[74]. Rétrospective de l’œuvre d’Émile Bernard galerie du Carlton, Cannes, juillet-aout 1964, préface du catalogue. Catalogue de l'Exposition Franco Martino Galerie Marcel Bernheim, Paris[75],[76]. Tarazi, monographie par Guy Dornand, éditions P. Cailler, Genève, 1971[77], Domjan, in the Forest of the Golden Dragon Introduction Texte français/anglais et 70 planches en couleur, 128 pages in-quarto. Ed. Opus New York, 1973[78].
- Henry d'Anty Paris Maubert et Cie, 1962[79].
- Gravures et livres de Colette Pettier, édité par la Bibliothèque de Mulhouse (1966)[80].
- Les Nus Poétiques de Robert Jon éditions Pierre Cailler, Genève, Suisse Imprimé à Paris, Hofer, 1968[81],[82].
- Recueil de Bernard Etienne, Scolar Press (Menston, Yorks), 1969[83].
- Constantin Calafateanu Paris, Éditions d'Art Rousset 29x24 cm, 1970[84].

### Historien
- Patria Victrix Préface d'André Beaunier. Illustrations de J.-M. Boulan, Paris, Jules Meynial, 1918[85].
- Articles et préfaces pour les Éditions Gautier-Languereau (1927-1933) : L'Exposition Louis XIV à la Bibliothèque nationale - Une Heure dans le Salon de Charles Nodier - Le premier Chemin de fer en France - La Traversée de l'Atlantique au XVe Siècle : Jean et Sébastien Cabot - Le Franc - Raisons et Extravagances de la Mode - Les Boulevards de Paris au Temps du Romantisme - L'Adoption - Le Point du Jour.
- La pitoyable Vie du roi Edouard V et les Cruautés horribles du roi Richard III de Thomas Morus, traduit de l'anglais et préfacé par Pierre Mornand, Illustré par Louis-William Graux 1932[86].
- Le Sens liturgique de l'art chrétien Paris, éditions du Courrier graphique, 1937[87].
- Légendes chrétiennes Paris, Gallimard, impr. Firmin-Didot Paris, 1938[88].
- Articles et préfaces (1933 - 1946) : Revue d'Histoire des Colonies, 1933 Au-delà des Mers[89]. Le Courrier graphique L'Édition médicale en France depuis les origines jusqu'à nos jours[90]. Paru également dans la Revue d'Histoire de la Pharmacie, 1939. France illustration Cartes et Tarots du Cabinet des Estampes[91]. Le Courrier d'Épidaure : Les Émeraudes de Fernand Cortez -, Étrange Odyssée d'un vieillard conquérant au XVIe siècle - Plantes fantastiques et arbres merveilleux réellement vus et décrits par Maître Claude Duret - La Vie aux Eaux sous Louis XIII * Un Tableau inconnu de Jordaens -, Une Lettre inédite de Paul Verlaine[92],[93].
- Vers les Terres fortunées de l'Occident mystérieux 780-1490. Paris, éditions de la Nouvelle France, 1946[94].
- L'Énigme Robespierre Collection Présence de l'Histoire, Paris, Presses de la Cité,1952[95].
- Articles et préfaces : Cahiers de Marottes et Violons d'Ingres 1953 La Santé de Robespierre[94],[25].

### Romancier
Pierre Mornand collabora à cinq écrits de sa femme Germaine Mornand dans les revues des Éditions Gautier-Languereau entre 1922 et 1929 avant de signer ensemble six romans entre 1929 et 1943.
- Le Gêneur, Éditions Bernard Grasset 1929[96].
- La douloureuse Enfance, Paris Éditions Alexis Redier, 1931.
- La Fille de Romaine Perrin, Paris Alexis Redier, 1933[97].
- Désertion Collection Cœur et Vie n° 8, Paris Éditions Mariage et Famille, 1936, couronné par le prix Auguste Furtado de l'Académie française en 1937 (avec Germaine Mornand, son épouse).
- Le Choix de l'Homme, Paris, Éditions Mariage et Famille 1937[98].
- La Cordée spirituelle Éditions Fernand Sorlot, 1943[99].
- [Autobiographie] Souvenirs 1884-1905 Arts et Mémoires 2017 250 pages, in-8°[100].

## Citations
- L'Œuvre 2 février 1932 Cf. La douloureuse Enfance par G. et P. Mornand : « Un livre poignant, fortement construit, dont l'émotion gagne le lecteur jusqu'à le faire participer avec angoisse à cette situation inextricable et il faut admettre que, seule, une collaboration si intime de deux sensibilités (G.et P. Mornand : le mari et la femme) pouvait aboutir à cette intensité d'expression. H.S. »[127].
- Mercure de France 1er juin 1948  : « Longtemps bibliothécaire à la Nationale, Monsieur Mornand a le double et triple mérite de connaître à fond ce dont il parle et d'en parler en lettré et en artiste. Son ouvrage [L'Art du Livre et son Illustration] n'est pas seulement un précieux témoignage écrit sur la matière, il constitue aussi, par sa présentation technique, par le choix et l'abondance des hors-textes, un vrai régal pour les yeux. » M.R.
- Lettre de Jean Paulhan : « Merci de m'avoir signalé Le Gêneur [roman de Germaine et Pierre Mornand], que je vais commencer à lire tout à l'heure. Bonne année ! Je suis très vôtre. »[128].
- Gilbert Lely Envoi « À Monsieur Pierre Mornand dont les belles études sur les peintres et graveurs appartiennent à ce genre littéraire très rare que j'appellerai poésie » Hommage très amical de Lely[129].
- Raymond Cogniat Préface de Vingt Artistes du Livre de Pierre Mornand : « Une précieuse mise au point : l'inventaire indispensable de cette richesse qui laissera de notre temps un des témoignages les plus précieux, il contredira ceux qui prétendent à la vulgarité, à l'absence de raffinement de notre époque, instrument de travail et instrument de prestige, c'est un recueil de documents pour les bibliophiles et pour les travailleurs. C'est aussi un monument à la gloire de nos artistes »[130].
- Louis Ratisbonne à propos du roman La douloureuse Enfance de G et P Mornand :« Il s'en faut de peu que G. et P Mornand ne nous est donné dans ce livre la figure d'enfants la plus émouvante de notre littérature... Monsieur Pierre Mornand dont je n'ai pas l'honneur de connaître le collaborateur qui porte son nom, m'est connu comme un érudit et un homme de goût qui joint à de rares qualité d'esprit des qualités de cœur non moins rares en un temps où il est de mode de n'attacher de prix qu'à une prétendue intelligence. Vivant parmi les livres, il aime les bons et beaux livres et il a créé naguère, à l'usage des amateurs éclairés, ce Bibliophile qui est, par excellence, comme le porte le sous-titre, la revue artistique et documentaire du livre ancien et moderne. Il y déploie, lui et ses collaborateurs, autant de savoir que de goût, et nul doute que trop de naïfs, avec un guide comme lui, se fussent épargnés, en fait de « livre d'art », les cruelles déconvenues qu'ils sont en train de ressentir. Ainsi, Monsieur Pierre Mornand, à la fois écrivain de talent et bibliographe de grande science, contribue deux fois à ce que j'ai souvent nommé moi-même la « revalorisation du livre français »[131].